# Asellota
De Asellota zijn een onderorde van pissebedden. De wetenschappelijke naam van de groep werd in 1802 voorgesteld door Pierre André Latreille.

## Kenmerken
Asellota hebben een eerste en tweede paar pleopoden die bij mannetjes tot een complex copulatieapparaat zijn omgevormd. Dit in tegenstelling tot de volgende die gewoon tweetakkig zijn. De uropoden zijn meestal tweetakkig, buisvormig, bladachtige of afwezig. Het pleon is samengesteld uit een tot drie somieten met inbegrip van het pleotelson. Antenne twee bezit al dan niet een antennale schub (een afgeplatte buitenste tak (exopodiet) van de basis van de antenne).

## Ecologie
De Asellota zijn een groep van wereldwijd voorkomende aquatische pissebedden. Ze zijn met hun meer dan 2000 soorten goed voor een vijfde van de diversiteit van de pissebedden. De leden van de Aselloidea komen voor in zoet water, terwijl de leden van de andere superfamilies voornamelijk in zee voorkomen.  De families Asellidae, Stenasellidae en Protojaniridae zijn stenohalien en alleen te vinden in zoet water.
In de diepzee echter vertonen de Asellota hun meest indrukwekkende soortenrijkdom met een breed scala van verbazingwekkende morfologische aanpassingen en bizarre lichaamsvormen.
Er werden bij de Asellota nog geen echte parasieten gevonden.

## Fylogenie
De fylogenetische eenheid van de groep wordt bevestigd door een aantal gedeelde apomorfieën:
- bij vrouwtjes ontbreekt de eerste pleopode altijd
- bij mannetjes is de eerste pleopode altijd eentakkig
- het vierde pleoniet is altijd vergroeid met het pleotelson

## Superfamilies en families
De volgende (super)families zijn bij de onderorde ingedeeld:
- Superfamilie Aselloidea Latreille, 1802
  - Familie Asellidae Rafinesque, 1815
  - Familie Stenasellidae Dudich, 1924
- Superfamilie Janiroidea G.O. Sars, 1897
  - Voor families zie superfamilieartikel
- Superfamilie Gnathostenetroidoidea Kussakin, 1967
  - Familie Gnathostenetroididae Kussakinn, 1967
  - Familie Protojaniridae Fresi, Idato & Scipionen, 1980
- Superfamilie Stenetrioidea Hansen, 1905
  - Familie Pseudojaniridae Wilson, 1986
  - Familie Stenetriidae Hansen, 1905
- incertae sedis
  - Familie Microparasellidae Karaman, 1933
  - Familie Vermectiadidae Just & Poore, 1992